# Casa Ribot
La Casa Ribot és un edifici del municipi de Figueres (Alt Empordà) que forma part de l'Inventari del Patrimoni Arquitectònic de Catalunya.

## Descripció
Edifici situat al carrer que porta des de la Rambla fins a la Plaça de l'Ajuntament, pertant en ple centre de la ciutat. És un edifici de planta baixa i tres pisos, amb la planta baixa destinada totalment a locals comercials, i absolutament renovada. El primer pis presenta balconada correguda amb tres finestrals amb guardapols i dovella central decorada. En el segon pis els tres balcons són rectangulars i independents. En el tercer pis trobem tres balcons arrodonits. La façana està organitzada a partir de motllures horitzontals i coronada per un fris amb obertures de ventilació, cornisa i terrassa amb barana amb balustrada amb decoració floral.